# Madonne-et-Lamerey
Madonne-et-Lamerey ([maˈdɔnˌe lamˈʁɛ] ) ist eine französische Gemeinde mit 407 Einwohnern (Stand: 1. Januar 2022) im Département Vosges in der Region Grand Est (bis 2015 Lothringen). Sie gehört zum Arrondissement Neufchâteau (bis 2024 Épinal) und ist Mitglied im Gemeindeverband Communauté de communes de Mirecourt Dompaire. Die Bewohner werden Lamadoniens und Lamadoniennes genannt.

## Geografie

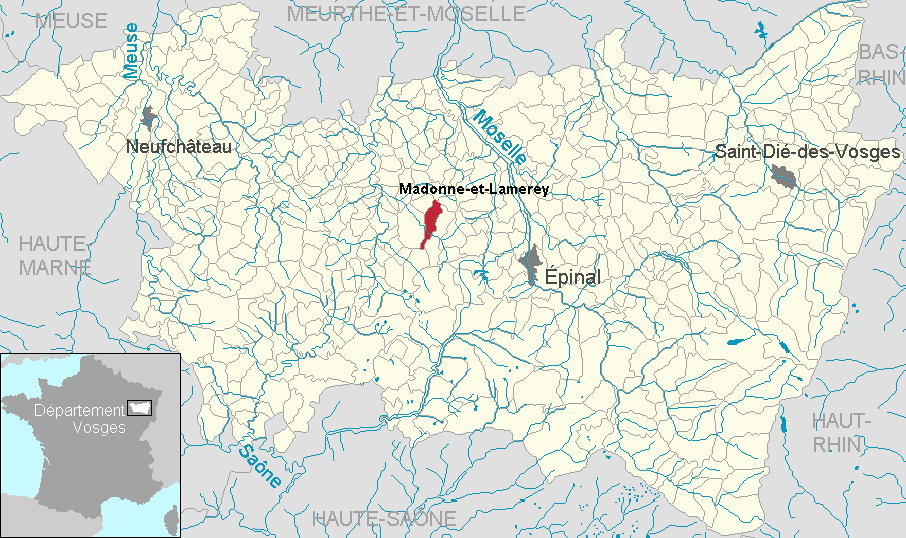
Lage der Gemeinde Madonne-et-Lamerey im Département Vosges

Die Gemeinde Madonne-et-Lamerey liegt an der Gitte, einem Nebenfluss des Madon, etwa 18 Kilometer westlich von Épinal und zwölf Kilometer südöstlich der Kleinstadt Mirecourt.
Das Gebiet der Gemeinde ist langgezogen; es erreicht eine Nord-Süd-Ausdehnung von sechs Kilometern. Das Siedlungsgebiet der Nachbargemeinde Dompaire schließt nahtlos an den Ortskern von Madonne-et-Lamerey an.
Nachbargemeinden von Madonne-et-Lamerey sind Bouzemont im Norden, Derbamont und Circourt im Nordosten, Damas-et-Bettegney im Osten, Ville-sur-Illon im Süden sowie Dompaire im Westen.

## Geschichte
Das Gebiet der heutigen Gemeinde war Teil des Banns Madonne, zu dem auch die Ortschaften Lamerey, Naglaincourt, Craincourt und Chenimont gehörten. Der Bann war der Vogtei Dompaire unterstellt, die Äbtissinnen des Chapitre de Remiremont übten die hohe und Niedere Gerichtsbarkeit aus. In Madonne-et-Lamerey gibt es keine Kirche. Die Bewohner waren früher in Laviéville eingepfarrt. 1793 war die Schreibweise des Ortsnamens Madonnes, 1801 noch Madonne et la Mercy.

### Bevölkerungsentwicklung
| Jahr      | 1962 | 1968 | 1975 | 1982 | 1990 | 1999 | 2006 | 2012 | 2021 |
| Einwohner | 464  | 441  | 401  | 404  | 375  | 384  | 384  | 381  | 407  |

Im Jahr 1846 wurde mit 515 Bewohnern die bisher höchste Einwohnerzahl ermittelt. Die Zahlen basieren auf den Daten von cassini.ehess und INSEE.

## Sehenswürdigkeiten
In Madonne-et-Lamerey gibt es keine Kirchen oder Kapellen.
- Monument Leclerc
- ehemaliges Lavoir (Waschhaus) in Madonne

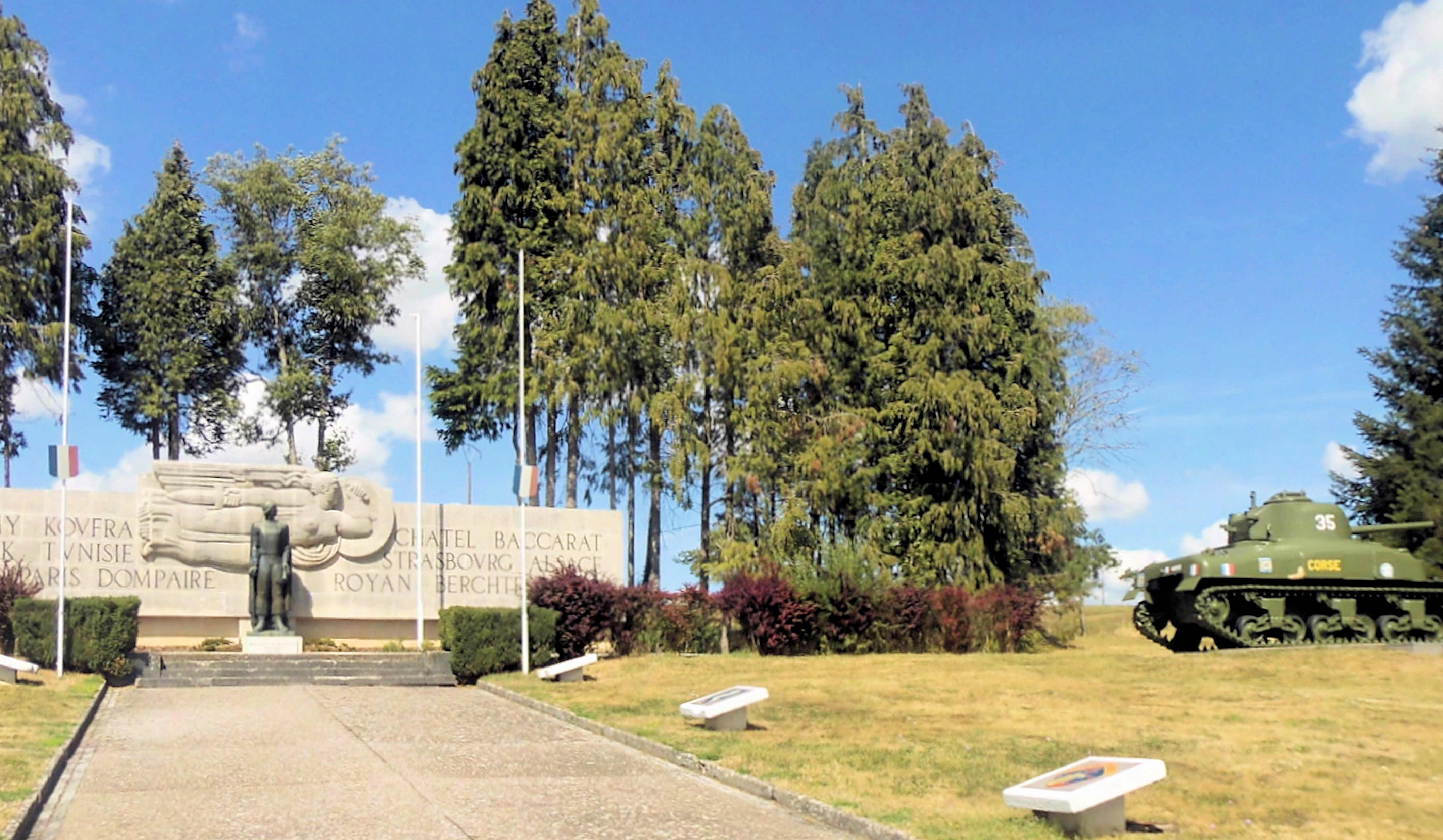
Monument Leclerc in Lamerey
Ehemaliges Waschhaus in Madonne

## Wirtschaft und Infrastruktur
In der Gemeinde sind sechs Landwirtschaftsbetriebe ansässig (Anbau von Getreide sowie Baum,- Strauch- und Nussfrüchten, Milchwirtschaft).
Zwischen dem heutigen Dorfkern und dem Ortsteil Lamerey verläuft die zweistreifig ausgebaute Departementsstraße D 166 von Épinal nach Mirecourt/Neufchâteau. An der nahen Anschlussstelle Dompaire zweigt die D 28 / D 3 nach Vittel und zur Autoroute A31 ab.

## Belege
1. ↑  Madonne-et-Lamerey auf vosges-archives.com (Memento des Originals vom 4. März 2016 im Internet Archive)  Info: Der Archivlink wurde automatisch eingesetzt und noch nicht geprüft. Bitte prüfe Original- und Archivlink gemäß Anleitung und entferne dann diesen Hinweis. (PDF-Datei, französisch; 105 kB) - seit 2014 nicht mehr abrufbar
2. ↑  Ortsname auf cassini.ehess.fr
3. ↑  Madonne-et-Lamerey auf cassini.ehess
4. ↑  Madonne-et-Lamerey auf INSEE
5. ↑  Landwirtschaftsbetriebe auf annuaire-mairie.fr (französisch)